# De avondmaalsgasten
De avondmaalsgasten (Zweeds: Nattvardsgästerna) is een film van de Zweedse regisseur Ingmar Bergman uit het jaar 1963.

## Verhaal
Dominee Tomas Ericsson heeft zijn vrouw verloren en ondergaat een geloofscrisis. Hij probeert een visser te troosten die bang is voor de atoombom. Hij kan echter alleen praten over de eigen crisis in zijn geloof. De onderwijzeres Märta tracht hem te troosten met haar liefde. Wanneer de visser zelfmoord pleegt, begrijpt Tomas dat hij zich uit zijn isolement moet bevrijden. Hij zal zich weer moeten openstellen voor geloof, hoop en liefde.

## Rolverdeling
| Acteur             | Personage      |
| ------------------ | -------------- |
| Gunnar Björnstrand | Tomas Ericsson |
| Ingrid Thulin      | Märta Lundberg |
| Max von Sydow      | Jonas Persson  |
| Gunnel Lindblom    | Karin Persson  |
| Allan Edwall       | Algot Frövik   |
| Olof Thunberg      | Fredrik Blom   |
| Elsa Ebbesen       | Oude vrouw     |
| Kolbjörn Knudsen   | Aronsson       |